# Open government

Schema descrittivo degli ingredienti dell'open government

L'espressione "open government" (letteralmente "governo aperto") indica una modalità di esercizio del potere, a livello sia centrale che locale, basato su modelli, strumenti e tecnologie che consentono alle amministrazioni di essere “aperte” e “trasparenti” nei confronti dei cittadini. In particolare l'Open government prevede che tutte le attività dei governi e delle amministrazioni dello stato debbano essere aperte e disponibili, al fine di favorire azioni efficaci e garantire un controllo pubblico sull'operato.

## Storia
L'origine della dottrina viene fatta risalire ai concetti filosofici dell'Illuminismo, e in particolare alle tesi politiche di Montesquieu e Antonio Genovesi. Attualmente l'Open Government ha avuto una larga diffusione nei paesi anglosassoni, in Canada e in Australia; e si va affermando anche in Europa.

## Descrizione
L'Open Government, dunque, rappresenta un modello di amministrazione che chiama gli enti e le istituzioni pubbliche a ripensare gli schemi operativi e i processi decisionali consolidati, in particolare dal punto di vista delle modalità e degli strumenti attraverso i quali si espleta la relazione con il cittadino. Un modello “open” all'interno delle amministrazioni pubbliche centrali e locali, difatti, si contraddistingue per forme di discussione e collaborazione con i cittadini, così come per azioni di comunicazione aperta e trasparente nei confronti della comunità locale. In una logica di Open Government le amministrazioni mettono al centro la comunicazione e la collaborazione con i cittadini, sono aperte al dialogo e al confronto diretto e partecipato con i privati e quindi focalizzano i processi decisionali sulle effettive esigenze e necessità delle comunità locali. Centralità del cittadino, amministrazione partecipata e collaborativa, insieme a trasparenza, apertura dei dati e delle informazioni e alla loro condivisione attraverso le nuove tecnologie digitali (Internet e il Web in primo piano) quindi, sono i tratti distintivi dell'Open Government.

### Caratteristiche
Il primo concetto (l'apertura) fa riferimento alla capacità di enti e istituzioni pubbliche di ridefinire, rispetto agli schemi burocratici tradizionali, le modalità di approccio e relazione con i cittadini e le comunità locali nella direzione di forme di interazione basate su bidirezionalità, condivisione e partecipazione ai processi decisionali dell'amministrazione, attuabili mediante i nuovi strumenti digitali.
Secondo il concetto di trasparenza, le amministrazioni sono chiamate a consentire, stimolare e facilitare i cittadini nelle attività di controllo continuo dei processi decisionali all'interno delle istituzioni, a tutti i livelli amministrativi e attraverso l'utilizzo delle nuove tecnologie. La “trasparenza” di un'amministrazione è connessa alla libertà di accesso ai dati e alle informazioni amministrative da parte dei cittadini, nonché alla condivisione di documenti, saperi e conoscenze tra istituzioni e comunità locale.
In entrambi i casi apertura e trasparenza le nuove tecnologie della comunicazione rappresentano gli elementi abilitanti dell'Open Government, che rendono il processo di rincofigurazione di modelli, strumenti e tecnologie all'interno delle amministrazioni effettivamente sostenibile, tanto dal punto di vista tecnico- operativo quanto di quello degli investimenti da affrontare.

### Panoramica generale
In tempi recenti grande spinta propulsiva all'affermarsi sul piano internazionale dell'Open Government è stata data della diramazione, da parte del Presidente degli Stati Uniti d'America Barack Obama nel dicembre 2009, della Direttiva sull'Open government Archiviato il 9 dicembre 2009 in Internet Archive. incentrata sui principi di Trasparenza, Partecipazione e Collaborazione, nella quale si legge:
Alla Direttiva sopra citata è stato dato un seguito "tangibile" attraverso il sito pubblico Data.gov, lanciato nel maggio 2009 dal "Chief Information Officer" (CIO) dell'amministrazione pubblica statunitense Vivek Kundra. Il sito raccoglie in un unico portale tutte le informazioni rese disponibili dagli enti statunitensi in formato aperto (open data) al fine di renderle disponibili ai cittadini e alle imprese statunitensi incrementando la trasparenza e il coinvolgimento di tutti gli stakeholder alla vita pubblica.

### La pratica amministrativa
A livello europeo si parte dalla Raccomandazione 19 (2001) del Comitato dei Ministri del Consiglio d'Europa sulla “Partecipazione dei cittadini alla vita pubblica a livello locale”, che con essa ha inteso incentivare la concreta apertura degli enti e delle istituzioni delle nazioni europee verso le nuove tecnologie dell'informazione e della comunicazione quali concreti strumenti di cambiamento nell'ottica della trasparenza e del dialogo con il cittadino.
A questo intervento hanno fatto seguito altre iniziative a livello internazionale, in base alle quali i governi centrali e locali hanno introdotto con varia efficacia l'uso dell'informatica	e delle tecnologie all'interno dei loro modelli operativi e processi decisionali. Tuttavia, si è mantenuto pressoché inalterato il modello organizzativo e burocratico legato ad una modalità tradizionale e consolidata di gestione dei dati, delle informazioni e dei servizi al cittadino. Una modalità incentrata su un rapporto sostanzialmente asimmetrico, nel quale il cittadino è un attore “esterno” all'Amministrazione, che (nella migliore delle ipotesi) “eroga” servizi “verso” la sua utenza. Al contrario, in un contesto caratterizzato da un nuovo e più fluido rapporto tra il cittadino e le amministrazioni, le istituzioni pubbliche sono chiamate proprio a ristabilire il contatto con i cittadini e a rispondere loro attraverso nuovi strumenti e modelli.
Di recente, un impulso decisivo al dibattito sull'Open Government e alla diffusione mondiale di questo nuovo modello culturale è stato fornito dall'Amministrazione USA, che ha tradotto il concetto in un vero e proprio sistema amministrativo.
Si tratta del Memorandum “Open Government Directive” dell'8/12/2009, provvedimento che codifica i principi della filosofia “open” all'interno delle istituzioni e delle amministrazioni, prescrive compiti, processi e modelli organizzativi che gli enti pubblici sono chiamati a seguire nel rispetto della Direttiva.
Tre sono i principi “open” ispiratori della dottrina, che gli enti pubblici americani devono rispettare:
- Trasparenza: le istituzioni sono chiamate a fornire ai cittadini dati e informazioni sulle decisioni prese e sul proprio operato. L'obiettivo del modello “open” USA è quello di creare un sistema di fiducia all'interno della comunità locale nei confronti dell'operato e delle scelte compiute dagli Enti americani;
- Partecipazione: l'intelligenza collettiva e la collaborazione tra istituzioni e cittadini nei processi decisionali rappresenta uno dei nodi centrali del modello americano. In questo caso la finalità da perseguire è il miglioramento della qualità delle scelte politico-amministrative degli enti pubblici, attraverso la proposta di interventi che siano effettivamente legati alle esigenze e necessità dei cittadini;
- Collaborazione: nel modello “open” d'oltreoceano le istituzioni non sono intese come strutture a sé stanti, ma soggetti inseriti all'interno di una rete collaborativa e partecipata composta da enti pubblici, organizzazioni no-profit e comunità di cittadini.

Sull'esempio americano molti Paesi si sono avvicinati al modello Open Government, avviando il processo di cambiamento dello scenario pubblico, verso una maggiore efficienza amministrativa, trasparenza e vicinanza con i cittadini. Di recente anche l'Organizzazione delle Nazioni Unite è intervenuta al riguardo: attraverso il rapporto 2010 sullo stato dell'e-Government nel mondo ha raccomandato l'adozione di modelli amministrativi “open”.

### Tratti distintivi dell'Open Government
L'Open government fa propri alcuni principi e prassi già in uso presso la pubblica amministrazione, declinandoli attraverso una accezione più contemporanea e riconsiderando il ruolo della partecipazione dei cittadini e della comunicazione pubblica ai tempi di internet. In particolare:
- Il livello culturale e organizzativo: al centro degli enti e delle istituzioni ci sono i cittadini e il dialogo con la comunità locale, non le procedure amministrative o gli schemi burocratici. In questo senso, il modello gerarchico e top down che ancora oggi contraddistingue in parte gli enti pubblici nei confronti del cittadino, viene sostituito da un modello orizzontale e partecipativo, in cui il processo decisionale è il risultato del dialogo e della collaborazione tra istituzioni e privati;

- Il livello tecnico e operativo: processi decisionali e attività amministrative sono incentrati sulle effettive esigenze della comunità di cittadini, sulla comunicazione e sulla collaborazione con essi. Questo passaggio al modello di “governo aperto” attraverso la rete, dal punto di vista operativo, pone una serie di questioni tecniche a cui gli enti e le istituzioni sono chiamate a prestare attenzione;

- Il livello giuridico: l'adozione di un modello di Open Government, basato sui concetti di “apertura” e “trasparenza”, è fondato soprattutto sull'utilizzo delle nuove tecnologie di comunicazione e informazione (Internet e il Web in testa) in luogo degli strumenti più tradizionali e “analogici”. Questo modello amministrativo chiama le istituzioni pubbliche a muoversi su un nuovo terreno, dal punto di vista giuridico e normativo, con questioni, problematiche e regolamentazioni differenti rispetto a quelle con le quali si sono storicamente districati.

L'OpenGov rappresenta perciò, un modello di amministrazione aperto e trasparente da parte di enti e istituzioni pubbliche verso i cittadini. Volendo contraddistinguere quelli che sono i tratti principali, individuiamo allora:
- una trasparenza intesa come apertura delle informazioni e delle attività burocratiche
- una amministrazione partecipata e collaborativa

### Dall'e-Government all'Open government
Per certi aspetti l'Open government può essere considerato l'evoluzione dell'e-Government, cioè il processo iniziato alla fine degli anni 90 che ha visto la pubblica amministrazione dotarsi per la prima volta in maniera sistematica e strutturata di tecnologie dell'informazione e della comunicazione (ICT). L'evoluzione dei paradigmi organizzativi e dottrinali che sono stati tipici dell'’e-Government hanno necessariamente dovuto fare i conti con una costante evoluzione delle tecnologie - e in particolar modo di internet - che ha portato al web 2.0 e, negli ultimi anni, al fenomeno dei social network.

### Open Government e Open data
L'Open data, cioè la pubblicazione su internet dei dati prodotti dagli enti governativi in formato aperto e riutilizzabili da cittadini, imprese e altre pubbliche amministrazioni è diventato uno degli aspetti più caratterizzanti dell'Open government. I dati aperti infatti, non solo fanno proprie tutte le caratteristiche dell'Open government, ma grazie anche alle dinamiche della rete e allo sviluppo di applicazioni che li riutilizzano in maniera creativa diventano volano di sviluppo economico. Attraverso questo processo al classico ruolo del decisore pubblico visto come erogatore di servizi, viene aggiunta una nuova funzione di facilitatore e garante del processo di innovazione.
L'apertura dei dati pubblici quindi risponde a molteplici finalità:
- rendere l'amministrazione trasparente, attraverso la diffusione delle informazioni relative al suo funzionamento (ad esempio quelle relative alla spesa pubblica);
- migliorare la qualità della vita dei cittadini attraverso nuovi servizi più aderenti alle esigenze degli utenti;
- nella Società dell'informazione la possibilità di accesso ai dati aperti diventa volano di sviluppo economico (economia immateriale) attraverso il riuso dei dati in maniera creativa (a questo proposito si pensi ad esempio al mercato in crescita alle applicazioni per piattaforme mobile)
- incentivare pratiche di "civic hacking"

## Nel mondo

### Italia
L’Italia ha aderito all’Open Government Partnership (OGP) fin dal settembre 2011 realizzando, proprio in ambito OGP, progetti come OpenCoesione e SoldiPubblici che hanno ottenuto riconoscimenti internazionali.
Nel 2016 il Governo italiano, per il tramite del Dipartimento della funzione pubblica ha avviato un’azione organica nell’ambito del terzo ciclo di attività (2016-2018), innovando la scrittura del Terzo Piano di Azione nell’approccio e nel metodo, attraverso: 
- un percorso di partecipazione della società civile, chiamata, in una prima fase, ad esprimersi sulle azioni che dovevano confluire nel piano di azione biennale e, successivamente, a monitorare l’attuazione degli impegni presi;
- un processo di collaborazione con le diverse amministrazioni coinvolte, riunite in un gruppo di lavoro istituzionale chiamato a recepire le indicazioni provenienti dalla società civile e ad attuare le azioni previste nel piano d’azione.

In particolare, il Dipartimento ha costituito un Team OGP che ha coordinato i lavori di:
- un gruppo di lavoro istituzionale nel quale siedono tutte le amministrazioni centrali e rappresentanti di quelle regionali e locali;
- un Forum delle organizzazioni della società civile, chiamato “Open Government Forum”.

In questo processo, i rappresentanti delle organizzazioni hanno cominciato a lavorare in sei gruppi tematici (trasparenza, open data, partecipazione, accountability, cittadinanza digitale e innovazione). I gruppi di lavoro si sono riuniti nel periodo giugno-dicembre 2016, prima per contribuire alla consultazione sul terzo action plan e poi per iniziare il monitoraggio sull’attuazione.
La consultazione sul terzo piano di azione italiano per OGP è durata tre mesi e si è svolta in due fasi:
- la prima attraverso il lavoro delle organizzazioni facenti parte dell’Open Government Forum costituito presso il Dipartimento della funzione pubblica. I lavori si sono tenuti, attraverso tavoli tematici, tra il 6 giugno e il 14 luglio 2016 e hanno raccolto 52 proposte.
- la seconda attraverso la consultazione telematica sul sito www.open.gov.it, utilizzando uno strumento per la discussione partecipata attraverso il quale gli utenti hanno proposto idee e suggerimenti al documento. La consultazione ha avuto una durata di 45 giorni, dal 16 luglio al 31 agosto 2016 ed ha ricevuto 319 contributi inviati da oltre 100 diversi soggetti.

A fine consultazione è stato pubblicato un report finale con cui l’OGP Team ha provveduto ad illustrare l’impatto abbiano delle singole proposte avanzate dall’Open Government Forum e ha, inoltre, rendicontato le azioni Archiviato il 15 febbraio 2017 in Internet Archive. compiute nel biennio OGP precedente (2014-2016) e per raccogliere contributi relativi all’attuazione delle singole azioni.
L’Italia è uno dei 43 Paesi membri di OGP (su 75) ad essersi dotato di un forum multistakeholder per il confronto con le organizzazioni della società civile e uno dei pochi ad averlo regolamentato direttamente nell’action plan.
L’Open Govenment Forum italiano è così divenuto una buona prassi internazionale, descritta all’interno del report OCSE sull’Open Government (presentato in occasione dell’OGP Summit 2016, nel corso del quale la stessa è stata anche citato dal Segretario Generale Angel Gurria).
Il sito open.gov.it al momento ospita le seguenti sezioni:
1. informazioni su OGP e sull’opengov oltre che sui documenti predisposti dalle amministrazioni;
2. le consultazioni pubbliche telematiche (come quelle sul piano d’azione e sulle linee guida in materia di partecipazione);
3. “monitora” (oggetto del primo rapporto sullo stato di attuazione) che, a partire dal 9 gennaio 2017, consentirà di verificare che l’attuazione delle singole azioni avvenga con tempi e modalità conformi agli impegni presi con l’action plan;
4. “news” che ospita aggiornamenti sulle attività del Team OGP, ma anche i post scritti dai singoli responsabili delle azioni che raccontano in modo meno asettico possibile quello che stanno realizzando e l’impatto dei loro progetti.

Parallelamente alla realizzazione del sito, è stato aperto un account Twitter (@opengovitaly) che consente di diffondere iniziative e informazioni sulle attività del Team e di interagire con gli utenti interessati.